# Licoreo (mitologia)
Licoreo è un personaggio della mitologia greca. 
È il figlio di Coricia, ninfa del Parnaso, e del dio Apollo. Fu il fondatore della città che porta il suo nome, Licorea, sulla sommità del Parnaso, nei pressi della quale approdò l'arca di Deucalione dopo il diluvio.